# 程曾
程曾（？年—？年），字秀升，豫章郡南昌縣（今江西省南昌市）人。程曾在長安研習，學習《嚴氏春秋》，學習了十多年後家鄉授課，有會稽郡顧奉等數百名學生。程曾著書百餘篇，都是《五經》通解這類，又作《孟子章句》。建初三年（78年），程曾被舉為孝廉，被任命為海西令，在任內去世。

## 延伸阅读
[在维基数据编辑]
 《後漢書·卷79下》，出自范晔《後漢書》